# 오니코베촌
오니코베촌(鬼首村)은 1954년까지 미야기현 다마쓰쿠리군 북서부에 있던 촌이다.

## 역사
- 1878년 10월 29일 - 구리하라군에서 다마쓰쿠리군으로 이관되었다.
- 1889년 4월 1일 - 정촌제 시행과 함께 구 오니코베촌이 단독으로 촌제를 시행하였다.
- 1954년 4월 1일 - 나루코정, 가와타비촌과 합병해, 새로운 나루코정이 되었다.